# Pozitivno razmišljanje
Pozitivno razmišljanje je koncepcija koja se odnosi na ličnost osobe i često je dio sadržaja u tečaja ili seminara za motivaciju te program u odgovarajućuj literaturi. 
Pojam pozitivnog razmišljanja ne treba miješati s pojmom pozitivne psihologije.
Ideja o pozitivnim razmišljanju temelji se na uvjerenju da misli koje su usmjerene na pozitivne teme kao primjerice blagostanje ili uspjeh mogu poboljšati psihološko stanje pojedinca, i time donijeti pozitivne rezultate jer zapravo mijenjaju ponašanje osobe. 
Osim toga određene struje vjeruju da pozitivno razmišljanje može utjecati na stvarnost promjenom razmišljanja drugih ljudi i privući pozitivne događaje za pojedinca koji to čini.

## Koncepcija
Metode „pozitivnog razmišljanja“ u biti sugeriraju da osobe kroz pozitivan utjecaj svojeg pozitivnog razmišljanja (primjerice kroz afirmacije ili vizulizaciju) u svojoj svijesti postižu trajno konstruktivan i optimističan stav, a time i veće zadovoljstvo i kvalitetu života.
U nekim radovima koji se bave pitanjem pozitivnog razmišljanja vjerovanje je od središnjeg značaja. Granica s New Ageom često nije jasna.

## Poznati autori
- James Allen
- Dale Carnegie
- Raymond Hull
- Joseph Murphy
- Norman Vincent Peale
- Ulrich Strunz
- Brian Tracy
- Erhard F. Freitag